# We (kortfilm fra 2015)
 For alternative betydninger, se We. (Se også artikler, som begynder med We)
We er en dansk kortfilm fra 2015 instrueret af Cecilie McNair.

## Medvirkende
- Thomas Voss, Jacob
- Lisa Carlehed, Caroline
- Mark Viggo Krogsgaard, Swinger